# GM Family 0
GM Family 0 — семейство рядных трёх- и четырёхцилиндровых бензиновых двигателей внутреннего сгорания, выпускающихся с 1996 года компанией Opel. Двигатели имеют чугунный полузакрытый блок цилиндров и алюминиевую головку блока цилиндров. Клапанный механизм DOHC состоит из полостного двойного верхнего распредвала. В действие приводятся по 4 клапана на цилиндр с помощью гидрокомпенсаторов и роликовых цепей. Расстояние между отверстиями составляет 78 мм. Шатуны не имеют трещин. 
Двигатели поздних выпусков также имеют впускной коллектор переменной длины (VLIM) и систему изменения фаз газораспределения (VVT). 
Изначально был представлен рядный трёхцилиндровый двигатель объёмом 1,0 л (973 см3), а чуть позже были добавлены рядные четырёхцилиндровые двигатели объёмом 1,2—1,4 л (1199—1364 см3). Предшественниками являются двигатели семейства Family 1 объёмом 1,0—1,4 л. Двигатели Family 0 выпускаются в Вене/Асперне (Австралия), Бупене (Корея) и Флинте (Мичиган, США). 

## Generation I
Впервые двигатель был представлен в 1996 году в Opel Corsa в трёх- или четырёхцилиндровой конфигурации. Это был первый трёхцилиндровый двигатель Opel.
| Название | Объём            | Конфигурация | Диаметр цилиндра | Ход поршня      | Степень сжатия | Мощность                          | Крутящий момент         |
| -------- | ---------------- | ------------ | ---------------- | --------------- | -------------- | --------------------------------- | ----------------------- |
| X10XE    | 1,0 л (973 см3)  | I3           | 72,5 мм (2,9 ″)  | 78,6 мм (3,1 ″) | 10,1:1         | 40,5 кВт (55 л. с.)               | 82 Н·м при 2800 об/мин  |
| Z10XE    | 1,0 л (973 см3)  | I3           | 72,5 мм (2,9 ″)  | 78,6 мм (3,1 ″) |                | 42,7 кВт (58 л. с.)               | 85 Н·м                  |
| X12XE    | 1,2 л (1199 см3) | I4           | 72,5 мм (2,9 ″)  | 72,6 мм (2,9 ″) | 10,1:1         | 48 кВт (65 л. с.) при 5600 об/мин | 110 Н·м при 4000 об/мин |
| Z12XE    | 1,2 л (1199 см3) | I4           | 72,5 мм (2,9 ″)  | 72,6 мм (2,9 ″) | 10,1:1         | 55 кВт (75 л. с.) при 5600 об/мин | 110 Н·м при 4000 об/мин |

### Применения
- 2000—2004 Opel/Vauxhall Agila
- 1998—2003 Opel/Vauxhall Astra G
- 1996—2000 Opel/Vauxhall Corsa B
- 2000—2004 Opel/Vauxhall Corsa C

## Generation II
Второе поколение двигателей семейства Family 0 начало выпускаться в ноябре 2002 года. Двигатели стали оснащаться технологией TwinPort — сдвоенными впускными отверстиями с заслонкой, закрывающей одно из отверстий на низких оборотах, что обеспечивает сильное завихрение воздуха для повышения крутящего момента и экономии топлива. Коленвал и масляные отверстия также были переработаны для снижения потерь мощности; тем самым повышая экономию топлива.
| Название | Объём            | Конфигурация | Диаметр цилиндра | Ход поршня      | Степень сжатия | Мощность                          | Крутящий момент         |
| -------- | ---------------- | ------------ | ---------------- | --------------- | -------------- | --------------------------------- | ----------------------- |
| Z10XEP   | 1,0 л (998 см3)  | I3           | 73,4 мм (2,9 ″)  | 78,6 мм (3,1 ″) | 10,5:1         | 44 кВт (60 л. с.) при 5600 об/мин | 88 Н·м при 3800 об/мин  |
| Z12XEP   | 1,2 л (1229 см3) | I4           | 73,4 мм (2,9 ″)  | 72,6 мм (2,9 ″) | 10,5:1         | 59 кВт (80 л. с.) при 5600 об/мин | 110 Н·м при 4000 об/мин |
| Z14XEP   | 1,4 л (1364 см3) | I4           | 73,4 мм (2,9 ″)  | 80,6 мм (3,2 ″) | 10,5:1         | 66 кВт (90 л. с.) при 5600 об/мин | 125 Н·м при 4000 об/мин |

### Применения
- 2003—2010 Opel/Vauxhall Combo C
- 2003—2006 Opel/Vauxhall Corsa C/Holden Barina (XC)
- 2006—2014 Opel/Vauxhall Corsa D
- 2004—2009 Opel/Vauxhall Tigra TwinTop
- 2004—2010 Opel/Vauxhall Astra H
- 2005—2009 Opel/Vauxhall Astra G (классические модели)
- 2003—2007 Opel/Vauxhall Agila
- 2004—2010 Opel/Vauxhall Meriva A

## Generation III
EcoFlex — версия TwinPort, настроенная для обеспечения лучшей экономии топлива и снижения выбросов. Двигатель объёмом 1,4 л был представлен в 2008 году, а двигатель объёмом 1,0 л — в 2010 году. В 2012 году была добавлена система изменения фаз газораспределения.
В некоторых версиях компактных автомобилей Opel и Chevrolet на платформе Delta II для американского рынка применяется 1,4-литровый турбодвигатель с системой изменения фаз газораспределения. В дальнейшем двигатели стали оснащаться дополнительной системой непосредственного впрыска топлива. С 2011 года версии Opel оснащаются системой «старт-стоп». Также была представлена версия с меньшей мощностью — 120 л. с. В 2013 году крутящий момент был увеличен до 220 Н⋅м.
| Название                  | Объём            | Конфигурация | Диаметр цилиндра | Ход поршня      | Степень сжатия | Мощность                                                                                 | Крутящий момент                                      |
| ------------------------- | ---------------- | ------------ | ---------------- | --------------- | -------------- | ---------------------------------------------------------------------------------------- | ---------------------------------------------------- |
| A10XEP (LDB)              | 1,0 л (998 см3)  | I3           | 73,4 мм (2,9 ″)  | 78,6 мм (3,1 ″) | 10,5:1         | 48 кВт (65 л. с.) при 5300 об/мин                                                        | 90 Н·м при 4000 об/мин                               |
| A12XEL (LWD)              | 1,2 л (1229 см3) | I4           | 73,4 мм (2,9 ″)  | 72,6 мм (2,9 ″) | 10,5:1         | 51 кВт (69 л. с.) при 5600 об/мин                                                        | 115 Н·м при 4000 об/мин                              |
| A12XER (LDC)              | 1,2 л (1229 см3) | I4           | 73,4 мм (2,9 ″)  | 72,6 мм (2,9 ″) | 10,5:1         | 62 кВт (84 л. с.) при 5600 об/мин                                                        | 115 Н·м при 4000 об/мин                              |
| A14XFL (LUU)              | 1,4 л (1398 см3) | I4           | 73,4 мм (2,9 ″)  | 82,6 мм (3,3 ″) | 10,5:1         | 63 кВт (86 л. с.) при 4800 об/мин                                                        | 126 Н·м при 4800 об/мин                              |
| A14XEL (L2Z)              | 1,4 л (1398 см3) | I4           | 73,4 мм (2,9 ″)  | 82,6 мм (3,3 ″) | 10,5:1         | 64 кВт (87 л. с.) при 6000 об/мин                                                        | 130 Н·м при 4000 об/мин                              |
| A14XER (LDD)              | 1,4 л (1398 см3) | I4           | 73,4 мм (2,9 ″)  | 82,6 мм (3,3 ″) | 10,5:1         | 74 кВт (101 л. с.) при 6000 об/мин                                                       | 130 Н·м при 4000 об/мин                              |
| A14XFR (L2N)              | 1,4 л (1398 см3) | I4           | 73,4 мм (2,9 ″)  | 82,6 мм (3,3 ″) | 10,5:1         | 74 кВт (101 л. с.) при 6000 об/мин                                                       | 130 Н·м при 4000 об/мин                              |
| A14NEL/B14NEL (LUH)       | 1,4 л (1364 см3) | I4           | 72,5 мм (2,9 ″)  | 82,6 мм (3,3 ″) | 9,5:1          | 88 кВт (120 л. с.) при 4800—6000 об/мин                                                  | - 200 Н·м при 1850—4200 об/мин - 220 Н·м (Overboost) |
| A14NET (LUJ)              | 1,4 л (1364 см3) | I4           | 72,5 мм (2,9 ″)  | 82,6 мм (3,3 ″) | 9,5:1          | 103 кВт (140 л. с.) при 4900—6000 об/мин 170 кВт (230 л. с.) при 6700 об/мин (Overboost) | - 200 Н·м при 1850—4900 об/мин - 420 Н·м (Overboost) |

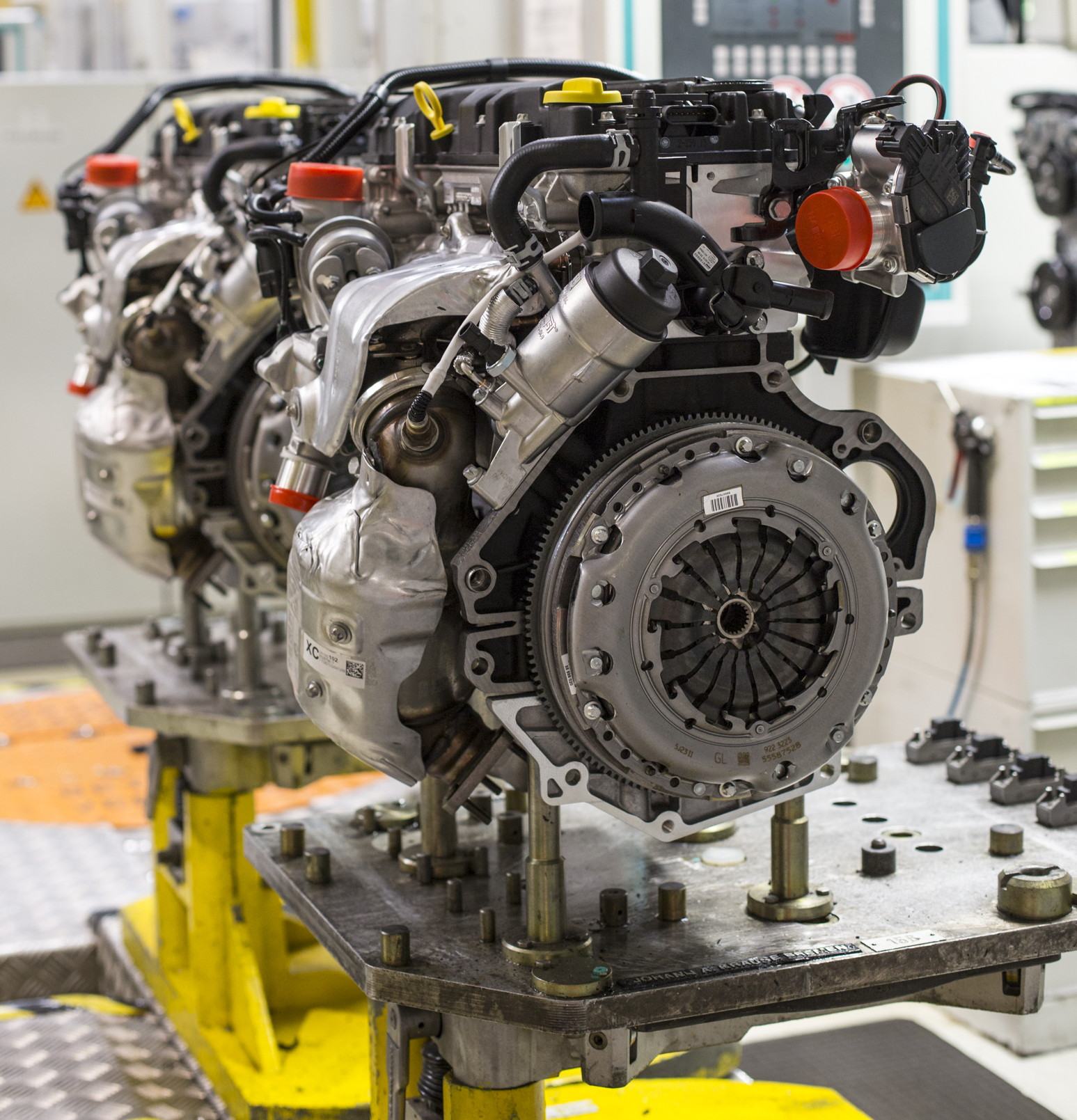
Турбодвигатель в производстве

| U14NFT (LUJ)              | 1,4 л (1364 см3) | I4           | 72,5 мм (2,9 ″)  | 82,6 мм (3,3 ″) | 9,5:1          | 103 кВт (140 л. с.) при 4900—6000 об/мин                                                 | - 200 Н·м при 1850—4900 об/мин - 220 Н·м (Overboost) |
| U14NFT (LUV)              | 1,4 л (1364 см3) | I4           | 72,5 мм (2,9 ″)  | 82,6 мм (3,3 ″) | 9,5:1          | 103 кВт (140 л. с.) при 4900 об/мин                                                      | 200 Н·м при 1850 или 2500 об/мин                     |
| U14NFT (LUV — Vanderhall) | 1,4 л (1364 см3) | I4           | 72,5 мм (2,9 ″)  | 82,6 мм (3,3 ″) | 9,5:1          | 134 кВт (182 л. с.) при 4950 об/мин                                                      | 250 Н·м при 2450 об/мин                              |

### Применения
- 2011—2019 Opel/Vauxhall Corsa
- 2009—2015 Opel/Vauxhall Astra J
- 2010—2017 Opel/Vauxhall Meriva B
- 2011—2019 Opel/Vauxhall Zafira Tourer
- 2011—2015 Chevrolet Cruze
- 2016 Chevrolet Cruze Limited
- 2010—2015 Chevrolet Volt/Opel/Vauxhall Ampera
- 2012—2020 Chevrolet Aveo/Sonic
- 2013—2019 Opel Adam
- 2013—2016 Cadillac ELR
- 2013 — настоящее время Buick Encore/Opel Mokka
- 2014 — настоящее время Chevrolet/Holden Trax
- 2017—2019 Vanderhall Venice[2]
- 2016—2022 Roewe e950
- 2013—2015 Chevrolet Spin